# Simulium kugitangi
Simulium kugitangi är en tvåvingeart som beskrevs av Yankovsky och Shinkovsky 1992. Simulium kugitangi ingår i släktet Simulium och familjen knott.
Artens utbredningsområde är Turkmenistan. Inga underarter finns listade i Catalogue of Life.